# Габриелян, Ваге Вазгенович
Ваге́ Вазге́нович Габриеля́н (арм. Վահե Գաբրիելյան, 16 мая 1965, Ереван) — армянский политический и государственный деятель, дипломат.
- 1989 — окончил отделение романо-германского языков факультета филологии Ереванского государственного университета и поступил в аспирантуру.
- 1992 — преподаватель кафедры английского языка Ереванского государственного университета.
- 1993—1994 — был переводчиком президента Армении.
- 1994 — защитил диссертацию по языкознанию.
- С 1994 — доцент кафедры английского языка ЕГУ.
- 1995 — учился в Венской дипломатической академии.
- 1994—1998 — работал в управлении ООН, ОБСЕ, Юнеско третьим, вторым и первым секретарём, исполняющим обязанности руководителя отдела ООН.
- 1998—2003 — был пресс-секретарём президента Армении.
- 2003-2010[1] — Чрезвычайный и Полномочный Посол Армении в Великобритании.
- С 2010 — ректор дипломатической школы МИД Армении[2].

## Награды
- Медаль «За вклад в развитие Евразийского экономического союза» (29 мая 2019 года, Высший Евразийский экономический совет)[3].